# Episodi di Le amiche di mamma (prima stagione)
La prima stagione della serie televisiva Le amiche di mamma è stata pubblicata su Netflix il 26 febbraio 2016.
| nº | Titolo originale             | Titolo italiano                      | Prima TV USA     | Prima TV Italia  |
| -- | ---------------------------- | ------------------------------------ | ---------------- | ---------------- |
| 1  | Our Very First Show, Again   | Il primo episodio, di nuovo          | 26 febbraio 2016 | 26 febbraio 2016 |
| 2  | Moving Day                   | Trasloco                             | 26 febbraio 2016 | 26 febbraio 2016 |
| 3  | Funner House                 | Divertimento assicurato              | 26 febbraio 2016 | 26 febbraio 2016 |
| 4  | The Not-So Great Escape      | La grande fuga?                      | 26 febbraio 2016 | 26 febbraio 2016 |
| 5  | Mad Max                      | Mad Max                              | 26 febbraio 2016 | 26 febbraio 2016 |
| 6  | The Legend of El Explosivo   | La leggenda di El Explosivo          | 26 febbraio 2016 | 26 febbraio 2016 |
| 7  | Ramona's Not-So-Epic Party   | La festa non proprio epica di Ramona | 26 febbraio 2016 | 26 febbraio 2016 |
| 8  | Secrets, Lies and Firetrucks | Segreti, bugie e...pompieri          | 26 febbraio 2016 | 26 febbraio 2016 |
| 9  | War of the Roses             | La guerra delle rose                 | 26 febbraio 2016 | 26 febbraio 2016 |
| 10 | A Giant Leap                 | Passi da gigante                     | 26 febbraio 2016 | 26 febbraio 2016 |
| 11 | Partnerships in the Night    | Soci                                 | 26 febbraio 2016 | 26 febbraio 2016 |
| 12 | Save the Dates               | Appuntamenti                         | 26 febbraio 2016 | 26 febbraio 2016 |
| 13 | Love Is in the Air           | Love Is in the Air                   | 26 febbraio 2016 | 26 febbraio 2016 |